# الهيئة الدولية للرور
الهيئة الدولية للرور (IAR) هيئة دولية أنشأها الحلفاء الغربيون في عام 1949 للسيطرة على صناعة الفحم والصلب في منطقة الرور في ألمانيا الغربية. كان مقرها في دوسلدورف.
تم وضع إشراف دولي على الرور في البيان الصادر في 7 يونيو 1948، بعد الاجتماعات التي عقدت في لندن بين الولايات المتحدة الأمريكية والمملكة المتحدة وفرنسا ودول البنلوكس. ألغيت بموجب معاهدة باريس في عام 1951، التي نقلت أنشطتها إلى الجماعة الأوروبية للفحم والصلب. أنهت الهيئة الدولية للرور أعمالها في 27 مايو 1952.

## خلفية

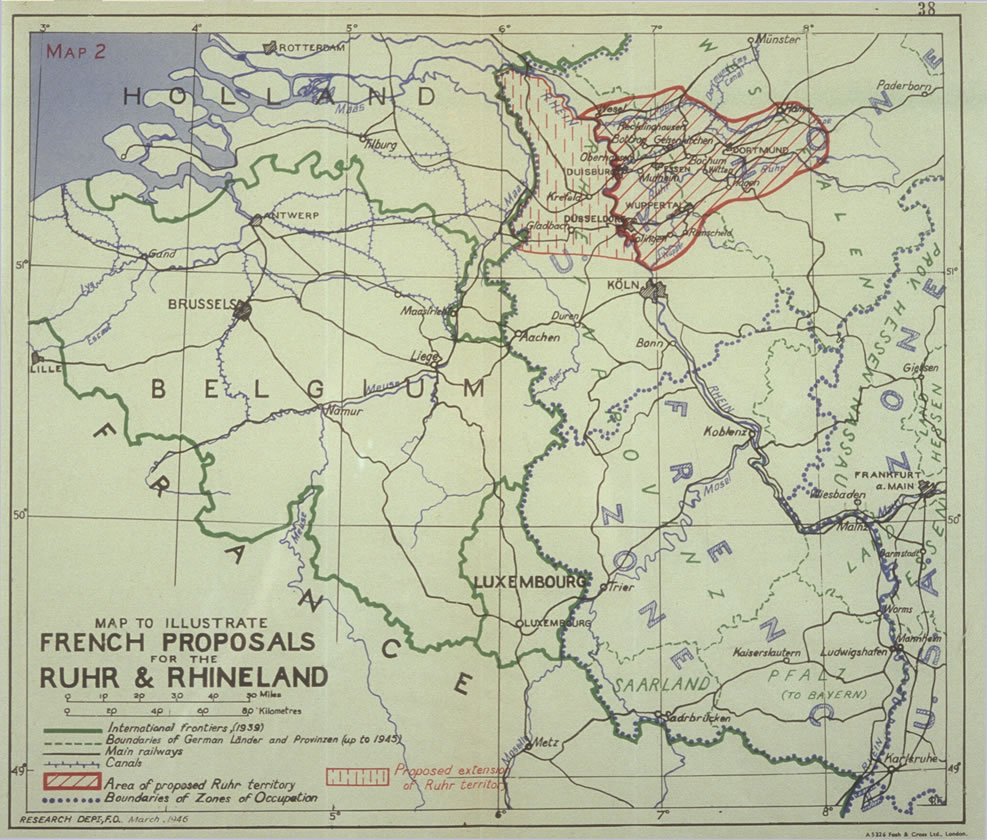
خريطة توضح تفاصيل الاقتراح الفرنسي لعام 1946 لفصل منطقة الرور وأجزاء من راينلاند من ألمانيا.

كانت الخطط الفرنسية المبكرة معنية بإبقاء ألمانيا ضعيفة وتقوية الاقتصاد الفرنسي على حساب ألمانيا (انظر خطة مونيه). تهدف السياسة الخارجية الفرنسية إلى تفكيك الصناعة الثقيلة الألمانية، ووضع منطقة الرور الغنية بالفحم وراينلاند تحت السيطرة الفرنسية أو على الأقل تدويلها، وكذلك ضم سارلاند الغنية بالفحم مع مقاطعة لورين الغنية بالحديد (والتي تم أخذها من ألمانيا إلى فرنسا مرة أخرى في عام 1944). عندما ذكّر الدبلوماسيون الأمريكيون الفرنسيين بالتأثير المدمر الذي قد يحدثه ذلك على الاقتصاد الألماني، كان رد فرنسا هو الإشارة إلى أن الألمان سيتعين عليهم فقط «إجراء التعديلات اللازمة» للتعامل مع عجز العملة الأجنبية الذي لا مفر منه.
في عام 1947، قامت فرنسا بأخذ سار من ألمانيا وحولتها إلى محمية خاضعة للسيطرة الاقتصادية الفرنسية. عادت المنطقة إلى الإدارة الألمانية في 1 يناير 1957 لكن فرنسا احتفظت بالحق في استخراج الفحم من مناجم الفحم حتى عام 1981. كانت الخطط الفرنسية تهدف لفصل كامل الرور عن ألمانيا لكنها واجهت مقاومة كبيرة. في سبتمبر عام 1946، صرح وزير خارجية الولايات المتحدة جيمس ف. بيرنز في خطاب شتوتغارت " إعادة تأكيد السياسة بشأن ألمانيا" بأن الولايات المتحدة ستقبل المطالبات الفرنسية بشأن سارلاند، لكن ذلك: "لن تدعم الولايات المتحدة أي تعدي على المنطقة التي هي ألمانية بلا منازع أو أي تقسيم لألمانيا لا يرغب حقا به الأشخاص المعنيين. بقدر ما تدرك الولايات المتحدة بان سكان منطقة الرور وراينلاند يرغبون في البقاء متحدين مع بقية ألمانيا. والولايات المتحدة لن تعارض رغبتهم ".

## مجلس
كانت السلطة محكومة من قبل مجلس مؤلف من الحكومات الموقعة على اتفاقية لندن. وكان لممثلي الحلفاء ثلاثة أصوات، وكان لدول البنلوكس صوت واحد لكل منهم. كما نص الاتفاق على انضمام ألمانيا المحتلة بمجرد تشكيل حكومة معترف بها من قبل الحلفاء، وتولى هذا الدور دور ألمانيا الغربية. تم تقاسم التكاليف الاقتصادية بين الأعضاء على أساس حقوق التصويت.

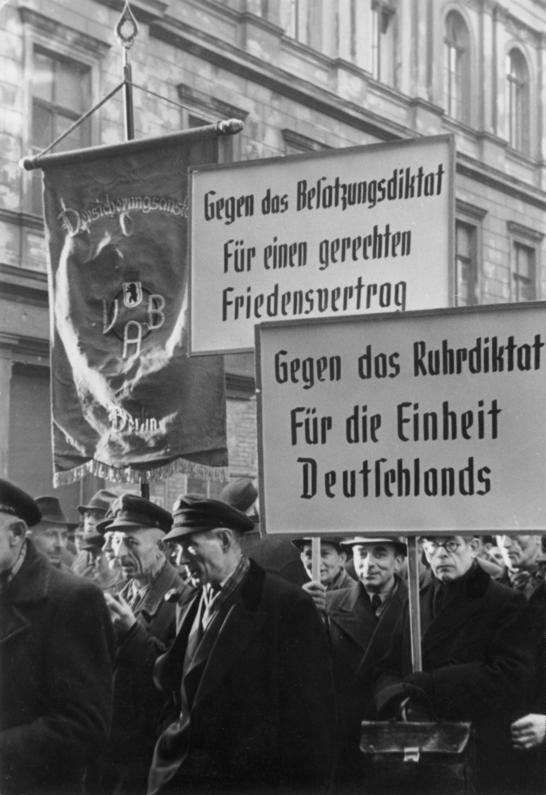
احتجاج في برلين الشرقية الشيوعية ضد قانون الرور وضد قانون الاحتلال.

- بلجيكا، صوت واحد
- فرنسا، 3 الأصوات
- لوكسمبورغ، صوت واحد
- هولندا، صوت واحد
- المملكة المتحدة، 3 أصوات
- الولايات المتحدة، 3 أصوات
- ألمانيا الغربية، 3 أصوات

## جغرافية
تُعرّف اتفاقية لندن منطقة الرور في شمال الراين - وستفاليا من خلال إدراج 36 مقاطعة في مناطق دوسلدورف ومونستر وآرنسبرغ.
في Regierungsbezirk دوسلدورف :
1. Landkreis دينسلاكن
2. Landkreis دائرة ريفية متمان  [لغات أخرى]‏
3. Landkreis إسن
4. Landkreis غيلدرن
5. Landkreis كريفلد-Uerdingen
6. Landkreis مويرس
7. Landkreis Rees
8. Stadtkreis دوسلدورف
9. Stadtkreis دويسبورغ
10. Stadtkreis مولهايم أن در رور
11. Stadtkreis Neuss
12. Stadtkreis أوبرهاوزن
13. Stadtkreis رمشايد
14. Stadtkreis زولينغن
15. Stadtkreis فوبرتال

في Regierungsbezirk مونستر :
1. Landkreis بيكوم
2. Landkreis لودينغهاوزن
3. Landkreis Recklinghausen
4. Stadtkreis بوتروب
5. Stadtkreis غلزنكيرشن
6. Stadtkreis غلادبيك
7. Stadtkreis ركلنهاوزن

في Regierungsbezirk آرنسبيرغ :
1. Landkreis دائرة ريفية إنبه رور  [لغات أخرى]‏
2. Landkreis إزرلون
3. Landkreis أونا  [لغات أخرى]‏
4. Stadtkreis بوخوم
5. Stadtkreis كاستروب راوكسل
6. Stadtkreis دورتموند
7. Stadtkreis هاغن
8. Stadtkreis هام
9. Stadtkreis هيرنه
10. Stadtkreis إزرلون
11. Stadtkreis لونن
12. Stadtkreis هيرنه
13. Stadtkreis Wattenscheid
14. Stadtkreis فيتن